# Rojo (álbum de Río Roma)
Rojo es el cuarto álbum de estudio del dúo mexicano Río Roma. Fue lanzado el 29 de enero de 2021.
El álbum se caracteriza por el estilo romántico clásico de los hermanos José Luis y Raúl, con una combinación entre el urbano, el reguetón y el pop, esto después del lanzar su anterior sencillo «Princesa» el cual lo hicieron junto a la banda CNCO. Asimismo el 29 de enero de 2021, el álbum fue presentado después a su sencillo «Mi mayor anhelo». De este álbum, se desprenden algunos sencillos como: «Deberías estar aquí», «Yo te prefiero a ti», «Lo siento mucho» y «Mitad mentira, mitad verdad». 
En este álbum, están incluidas las participaciones de Thalía, Nacho, Andy Rivera, Yuridia, Descemer Bueno, La Adictiva y Kane Brown.

## Lista de canciones
| N.º | Título                                            | Duración |  |
| 1.  | «Deberías Estar Aquí»                             | 3:36     |  |
| 2.  | «Algo Especial» (con Descemer Bueno)              | 3:47     |  |
| 3.  | «Yo Te Prefiero a Ti» (con Yuridia)               | 3:32     |  |
| 4.  | «Hilo Rojo»                                       | 3:42     |  |
| 5.  | «Mitad Mentira, Mitad Verdad» (con Andy Rivera)   | 3:35     |  |
| 6.  | «Lo Siento Mucho» (con Thalía)                    | 3:18     |  |
| 7.  | «El Mundo No Se Va a Acabar»                      | 3:32     |  |
| 8.  | «Gracias un Millón»                               | 3:24     |  |
| 9.  | «De Martes a Martes»                              | 2:40     |  |
| 10. | «Picasso» (con Nacho)                             | 3:13     |  |
| 11. | «Mi Mayor Anhelo»                                 | 3:19     |  |
| 12. | «Homesick» (con Kane Brown)                       | 3:25     |  |
| 13. | «Quiero Estar Contigo»                            | 2:43     |  |
| 14. | «Yo Te Prefiero a Ti» (con Yuridia y La Adictiva) | 3:47     |  |